# Jablečný mošt

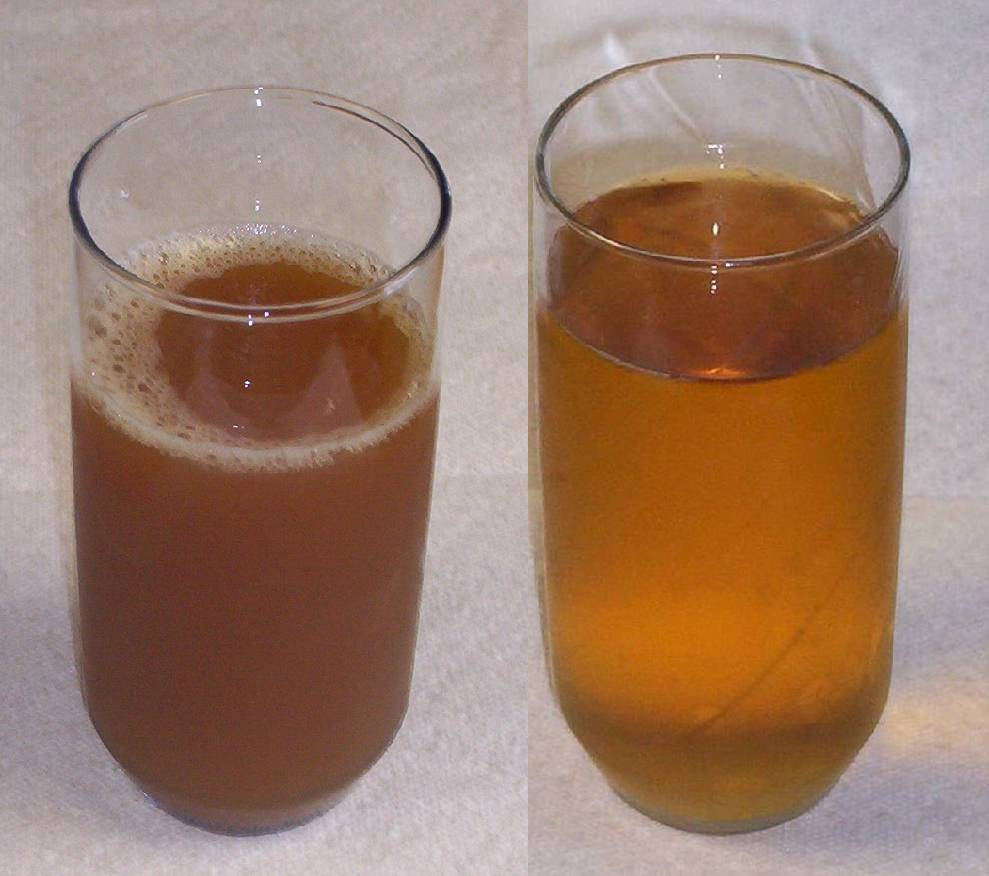
Vlevo: lisovaný jablečný mošt, vpravo: průmyslově vyráběná jablečná šťáva

Jablečný mošt je šťáva vznikající lisováním nebo ohříváním jablečných stroužků. V prvním případě jsou jablka nakrájena na stroužky a rozdrcena nebo rozřezána různými přístroji tak, že na jedné straně vytéká čerstvá šťáva a na druhé vypadávají víceméně suché tuhé zbytky. Při takovéto výrobě moštu vzniká hodně pěny a kalu, který se nejčastěji odstraňuje ručně. Tento typ moštu se cedí skrz plátno, dvakrát po sobě. Následně se zavařuje, aby déle vydržel. Pěna a kal se dají využít například do různých koláčů, nebo jsou s oblibou olizovány dětmi. Tuhé jablečné zbytky jsou zkrmeny králíkům, nebo zkompostovány. V druhém případě, tedy při výrobě moštu tepelnou cestou, jsou jablka rozkrájena na menší části a umístěna na moštovadlo. To je ohříváno a z jeho spodní části vytéká jablečná šťáva. Tento druh moštu již není nutné cedit. Zbylá jablka pak mohou být opětně zužitkována.

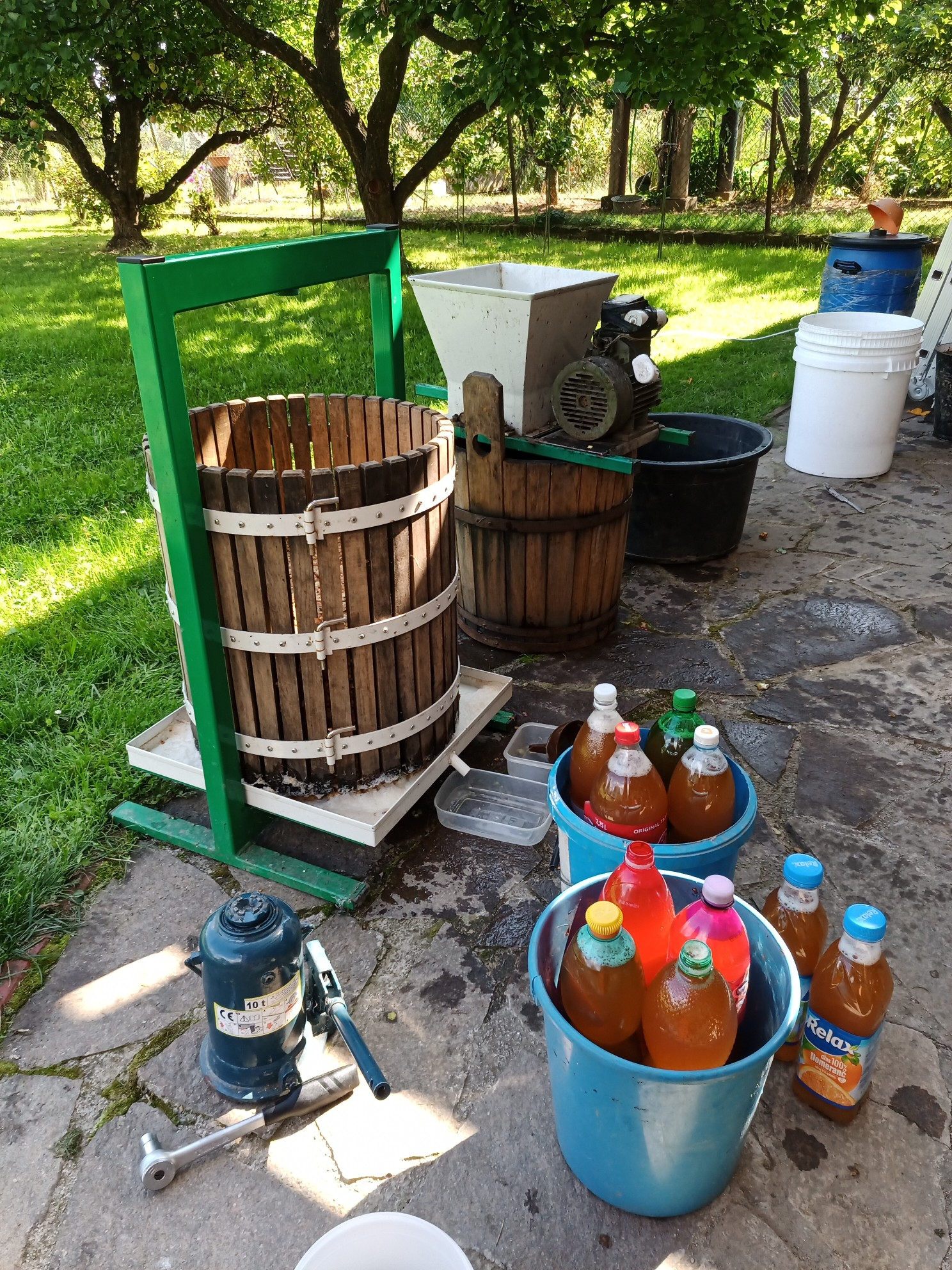
Domácí výroba moštu.

Kyselost a trpkost moštu závisí na použitých surovinách. Při průmyslovém zpracování a zpracování v moštárnách se šťáva zpravidla pasterizuje a filtruje. Mošt je možno vyrábět i z jiných druhů šťavnatého ovoce, například hruškový mošt, který je sladší, nebo vinný. Zavařený mošt je možno skladovat po neomezenou dobu, i když po čase začíná sedimentovat.
Pokud je mošt dále chemicky upravován (přislazován, přikyselován, chemicky konzervován) nebo smícháván, mluvíme o jablečném džusu.
Mošt je zdrojem vitamínů, přírodního cukru, pektinu, ovocných kyselin a dalších přírodních látek. Současně má vysoký obsah vlákniny.
Jablka, a z nich vyráběný mošt, obsahují vitamín C a řadu antioxidantů, které chrání DNA v lidských buňkách a snižují tak riziko vzniku rakoviny, podobně jako množství vlákniny. Jiné látky chrání mozek před Parkinsonovou a Alzheimerovou chorobou.[zdroj⁠?!]
- snižují krevní tlak a hladinu cholesterolu a krevních tuků
- posilují imunitní systém, srdce a krevní oběh
- stabilizují hladinu cukru v krvi
- čistí střeva
- posilují dásně [zdroj⁠?!]

Kvašením jablečného moštu se vyrábí cider, alkoholický nápoj oblíbený především v západní Evropě.